# Open de Moselle 2009 - Qualificazioni singolare
Le qualificazioni del singolare  dell'Open de Moselle 2009 sono state un torneo di tennis preliminare per accedere alla fase finale della manifestazione. I vincitori dell'ultimo turno sono entrati di diritto nel tabellone principale. In caso di ritiro di uno o più giocatori aventi diritto a questi sono subentrati i lucky loser, ossia i giocatori che hanno perso nell'ultimo turno ma che avevano una classifica più alta rispetto agli altri partecipanti che avevano comunque perso nel turno finale.
Le qualificazioni del torneo Open de Moselle  2009 prevedevano 21 partecipanti di cui 4 sono entrati nel tabellone principale.

## Teste di serie
1. Michael Berrer (Qualificato)
2. Arnaud Clément (ultimo turno)
3. Sébastien de Chaunac (Qualificato)
4. Michail Kukuškin (secondo turno)

1. Nicolas Mahut (ultimo turno)
2. Thierry Ascione (Qualificato)
3. Alex Bogdanović (ultimo turno)
4. George Bastl (ultimo turno)

## Qualificati
1. Michael Berrer
2. Thierry Ascione

1. Sébastien de Chaunac
2. Roman Valent

## Tabellone

### Legenda
| - Q = Qualificato - WC = Wild card - LL = Lucky loser | - ALT = Alternate - SE = Special Exempt - PR = Protected Ranking | - w/o = Walkover - r = Ritirato - d = Squalificato |

### Sezione 1
|  | Primo turno        | Primo turno        | Primo turno | Primo turno | Primo turno |  |  | Secondo turno | Secondo turno      | Secondo turno      | Secondo turno | Secondo turno |   |   | Ultimo turno | Ultimo turno   | Ultimo turno   | Ultimo turno | Ultimo turno |  |
|  |                    |                    |             |             |             |  |  |               |                    |                    |               |               |   |   |              |                |                |              |              |  |
|  |                    |                    |             |             |             |  |  |               |                    |                    |               |               |   |   |              |                |                |              |              |  |
|  |                    |                    |             |             |             |  |  | 1             | Michael Berrer     | Michael Berrer     | 6             | 6             |   |   |              |                |                |              |              |  |
|  | Laurent Rochette   | Laurent Rochette   | 6(0)        | 6           | 6           |  |  |               | Laurent Rochette   | Laurent Rochette   | 4             | 3             |   |   |              |                |                |              |              |  |
|  | Jan-Lennard Struff | Jan-Lennard Struff | 7           | 1           | 2           |  |  |               |                    |                    |               |               |   |   | 1            | Michael Berrer | Michael Berrer | 6            | 6            |  |
|  | Mikhail Ledovskikh | Mikhail Ledovskikh | 65          | 6           | 6           |  |  |               |                    | 5                  | Nicolas Mahut | Nicolas Mahut | 4 | 3 |              |                |                |              |              |  |
|  | Valentin Sanon     | Valentin Sanon     | 7           | 4           | 4           |  |  |               | Mikhail Ledovskikh | Mikhail Ledovskikh | 2             | 4             |   |   |              |                |                |              |              |  |
|  |                    |                    |             |             |             |  |  | 5             | Nicolas Mahut      | Nicolas Mahut      | 6             | 6             |   |   |              |                |                |              |              |  |
|  |                    |                    |             |             |             |  |  |               |                    |                    |               |               |   |   |              |                |                |              |              |  |

### Sezione 2
|  | Primo turno   | Primo turno   | Primo turno   | Primo turno | Primo turno |  |  | Secondo turno | Secondo turno   | Secondo turno   | Secondo turno   | Secondo turno   |   |   | Ultimo turno | Ultimo turno   | Ultimo turno   | Ultimo turno | Ultimo turno |  |
|  |               |               |               |             |             |  |  |               |                 |                 |                 |                 |   |   |              |                |                |              |              |  |
|  |               |               |               |             |             |  |  |               |                 |                 |                 |                 |   |   |              |                |                |              |              |  |
|  |               |               |               |             |             |  |  | 2             | Arnaud Clément  | Arnaud Clément  | 6               | 6               |   |   |              |                |                |              |              |  |
|  | Dmitrij Sitak | Dmitrij Sitak | Dmitrij Sitak | 7           | 6           |  |  |               | Dmitrij Sitak   | Dmitrij Sitak   | 3               | 2               |   |   |              |                |                |              |              |  |
|  | Ivo Klec      | Ivo Klec      | Ivo Klec      | 63          | 4           |  |  |               |                 |                 |                 |                 |   |   | 2            | Arnaud Clément | Arnaud Clément | 3            | 2            |  |
|  |               |               |               |             |             |  |  |               |                 | 6               | Thierry Ascione | Thierry Ascione | 6 | 6 |              |                |                |              |              |  |
|  |               |               |               |             |             |  |  |               | Julien Mathieu  | Julien Mathieu  | 1               | 5               |   |   |              |                |                |              |              |  |
|  |               |               |               |             |             |  |  | 6             | Thierry Ascione | Thierry Ascione | 6               | 7               |   |   |              |                |                |              |              |  |
|  |               |               |               |             |             |  |  |               |                 |                 |                 |                 |   |   |              |                |                |              |              |  |

### Sezione 3
|  | Primo turno | Primo turno | Primo turno | Primo turno | Primo turno |  |  | Secondo turno | Secondo turno        | Secondo turno      | Secondo turno   | Secondo turno |   |    | Ultimo turno | Ultimo turno         | Ultimo turno | Ultimo turno | Ultimo turno |  |
|  |             |             |             |             |             |  |  |               |                      |                    |                 |               |   |    |              |                      |              |              |              |  |
|  |             |             |             |             |             |  |  |               |                      |                    |                 |               |   |    |              |                      |              |              |              |  |
|  |             |             |             |             |             |  |  | 3             | Sébastien de Chaunac | 6                  | 4               | 6             |   |    |              |                      |              |              |              |  |
|  |             |             |             |             |             |  |  |               | Thomas Oger          | 4                  | 6               | 1             |   |    |              |                      |              |              |              |  |
|  |             |             |             |             |             |  |  |               |                      |                    |                 |               |   |    | 3            | Sébastien de Chaunac | 6            | 1            | 7            |  |
|  |             |             |             |             |             |  |  |               |                      | 7                  | Alex Bogdanović | 1             | 6 | 68 |              |                      |              |              |              |  |
|  |             |             |             |             |             |  |  |               | Frank Wintermantel   | Frank Wintermantel | 5               | 4             |   |    |              |                      |              |              |              |  |
|  |             |             |             |             |             |  |  | 7             | Alex Bogdanović      | Alex Bogdanović    | 7               | 6             |   |    |              |                      |              |              |              |  |
|  |             |             |             |             |             |  |  |               |                      |                    |                 |               |   |    |              |                      |              |              |              |  |

### Sezione 4
|  | Primo turno        | Primo turno        | Primo turno        | Primo turno | Primo turno |  |  | Secondo turno | Secondo turno      | Secondo turno      | Secondo turno | Secondo turno |   |   | Ultimo turno | Ultimo turno | Ultimo turno | Ultimo turno | Ultimo turno |  |
|  |                    |                    |                    |             |             |  |  |               |                    |                    |               |               |   |   |              |              |              |              |              |  |
|  |                    |                    |                    |             |             |  |  |               |                    |                    |               |               |   |   |              |              |              |              |              |  |
|  |                    |                    |                    |             |             |  |  | 4             | Michail Kukuškin   | 7                  | 3             | 64            |   |   |              |              |              |              |              |  |
|  | Roman Valent       | Roman Valent       | Roman Valent       | 6           | 6           |  |  |               | Roman Valent       | 62                 | 6             | 7             |   |   |              |              |              |              |              |  |
|  | Oliver Borsos      | Oliver Borsos      | Oliver Borsos      | 0           | 2           |  |  |               |                    |                    |               |               |   |   |              | Roman Valent | 7            | 1            | 6            |  |
|  | Jean-Noel Insausti | Jean-Noel Insausti | Jean-Noel Insausti | 6           | 6           |  |  |               |                    | 8                  | George Bastl  | 6             | 6 | 2 |              |              |              |              |              |  |
|  | Marc Steger        | Marc Steger        | Marc Steger        | 4           | 4           |  |  |               | Jean-Noel Insausti | Jean-Noel Insausti | 3             | 3             |   |   |              |              |              |              |              |  |
|  |                    |                    |                    |             |             |  |  | 8             | George Bastl       | George Bastl       | 6             | 6             |   |   |              |              |              |              |              |  |
|  |                    |                    |                    |             |             |  |  |               |                    |                    |               |               |   |   |              |              |              |              |              |  |